# Бішбрунн
Бішбрунн (нім. Bischbrunn) — громада в Німеччині, знаходиться в землі Баварія. Підпорядковується адміністративному округу Нижня Франконія. Входить до складу району Майн-Шпессарт. Складова частина об'єднання громад Марктгайденфельд.
Площа — 36,18 км2. Населення становить 1781 ос. (станом на 31 грудня 2020).